# Ruinen von Tyros
Koordinaten: 33° 16′ N, 35° 12′ O
Die Ruinen von Tyros sind ein UNESCO-Welterbe im Libanon. Es sind einerseits antike Ruinen, die durch Ausgrabungen vor dem Beginn des Libanesischen Bürgerkrieges freigelegt wurden, andererseits Bereiche der modernen Stadt Tyros, in denen Bodendenkmäler der Bronze- und Eisenzeit vermutet werden.

## Beschreibung

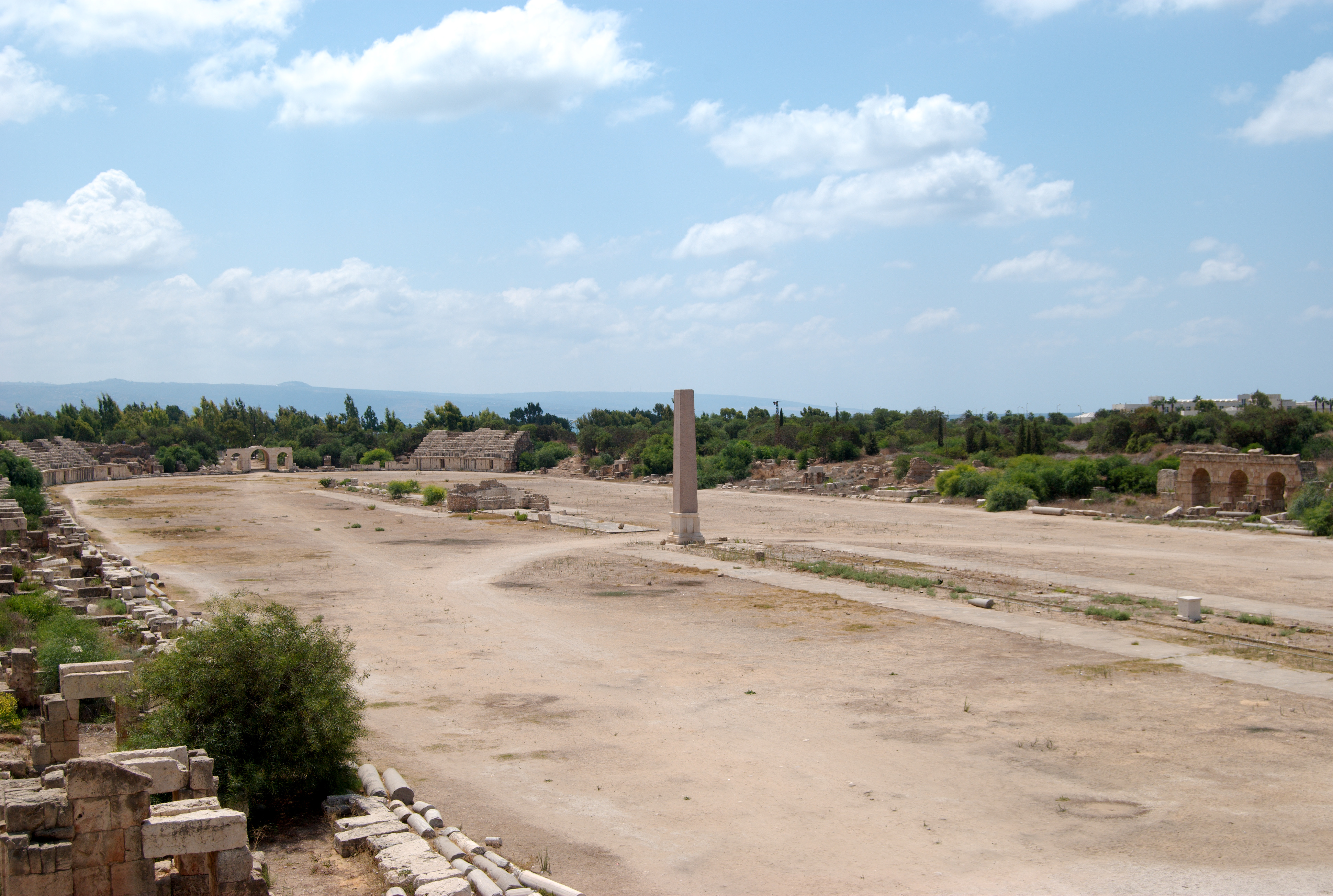
Hippodrom

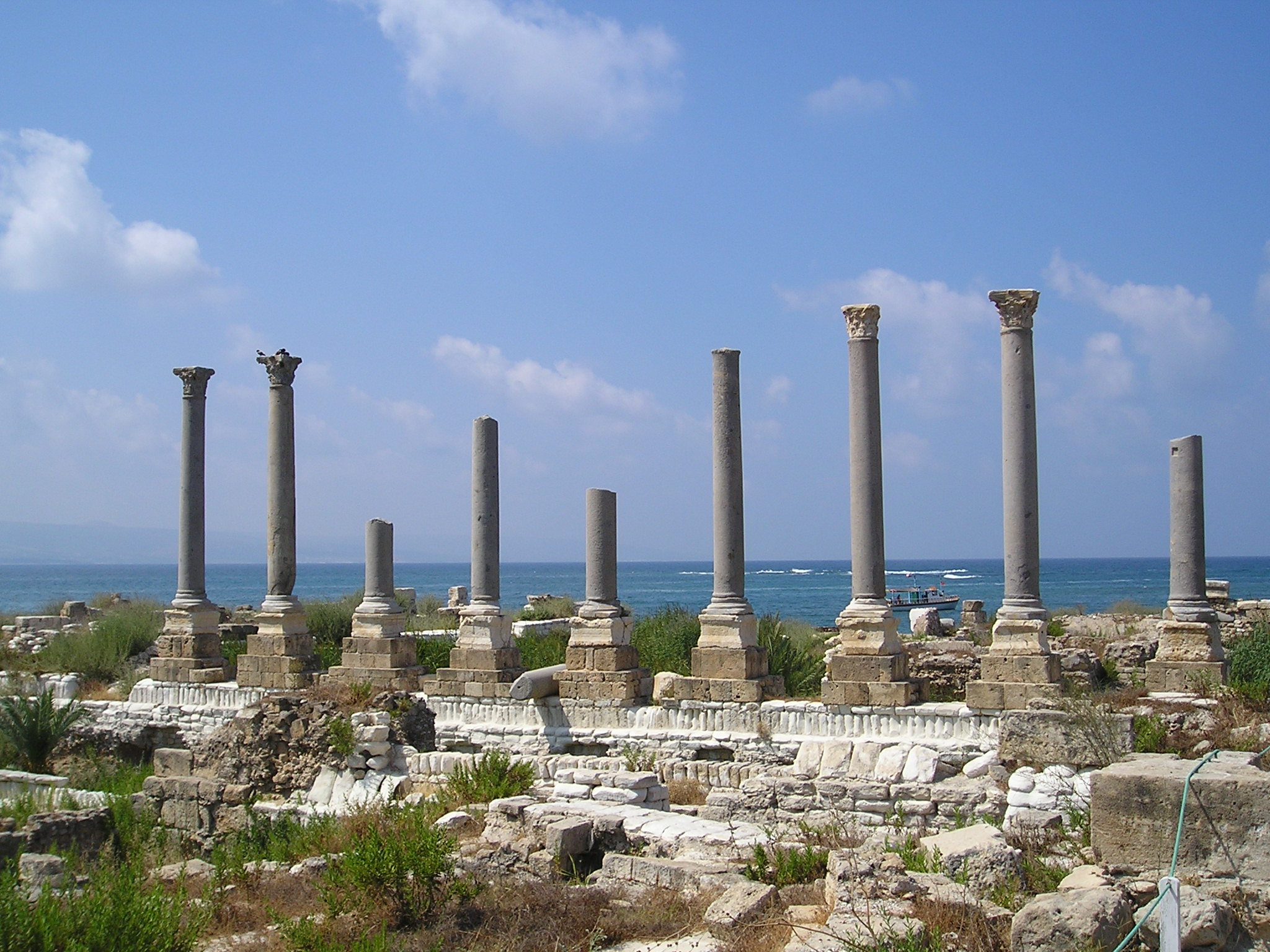
Palästra

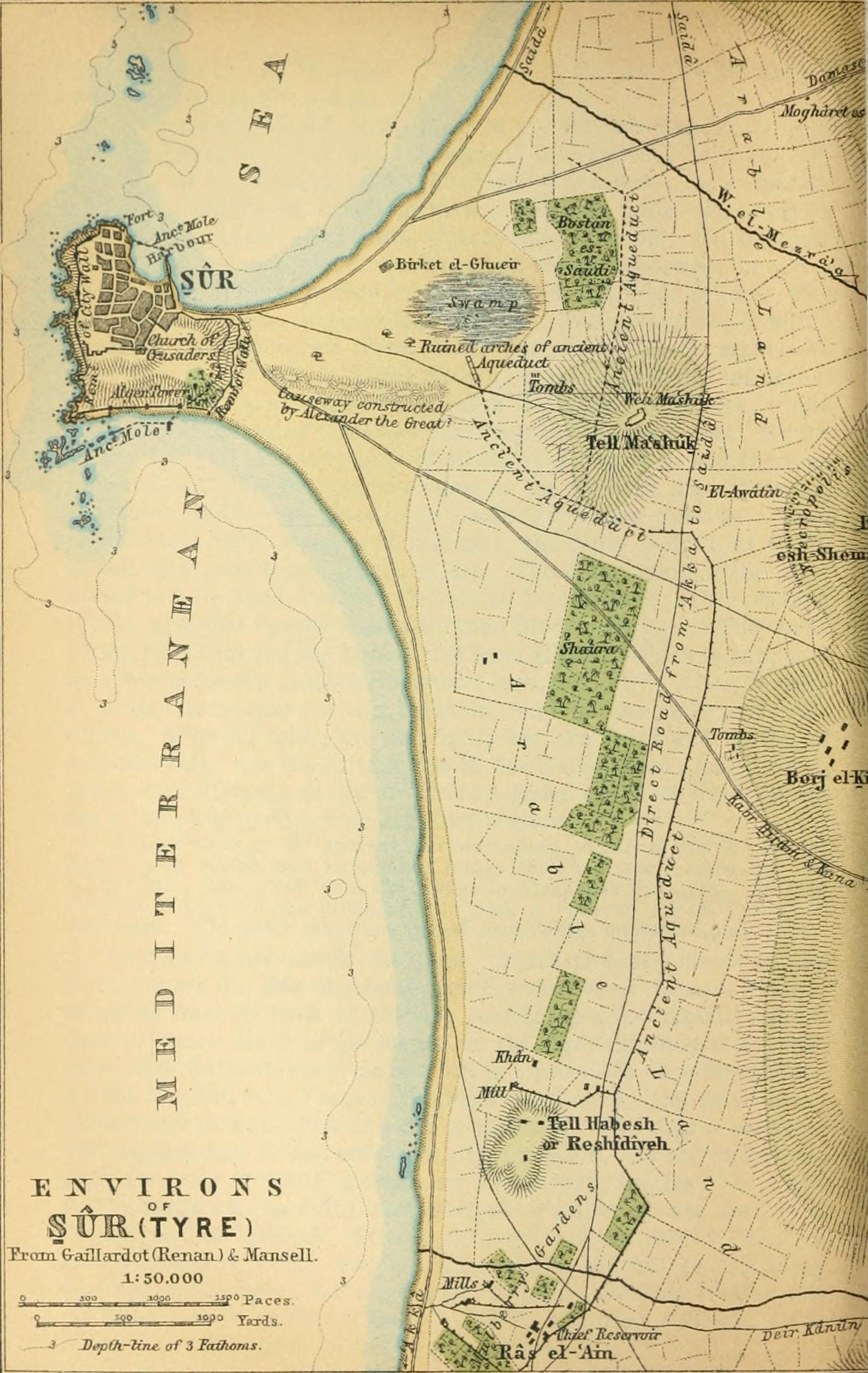
Historische Karte (1906). Deutlich erkennbar ist der Verlauf des Aquädukts, Tell Mashuk und Tell Rachidiye

### Definition des Welterbes 1984
Die Initiative zum Antrag auf Welterbestatus war von Emir Maurice Chehab ausgegangen, dem Direktor der staatlichen libanesischen Antikenbehörde. Er hatte von 1957 bis zum Ausbruch des Bürgerkrieges 1974 Grabungen in Tyros durchgeführt. Die Ausweisung als Weltkulturerbe erfolgte 1984 während des Bürgerkrieges auf Antrag der libanesischen Regierung. Sie beschrieb zwei zu schützende Zonen:
1. Das Vorgebirge auf dem Archipel. Dort befand sich die antike Stadt, die von Septimius Severus zur Kolonie erhoben wurde. Es existierten noch eindrucksvolle Ruinen der Palästra, der Thermen und der Arenen, sowie Reste der von den Venezianern 1127 erbauten Kathedrale und Burgmauern der Kreuzfahrerzeit.
2. Auf dem Festland die Nekropole von Al-Bass, beiderseits einer antiken Prachtstraße mit einem Triumphbogen des 2. Jahrhunderts n. Chr., dem antiken Hauptzugang von der Festlandsseite aus. In diesem Ausgrabungsgelände befanden sich auch das Aquädukt und das Hippodrom, eines der größten der antiken Welt. Direkt östlich und nördlich vom Hippodrom schloss sich 1984 ein großes palästinensisches Flüchtlingslager an.[3]

Das UNESCO-Komitee hielt die Definition des zu schützenden Areals 1984 für zu ungenau und forderte eine Präzisierung, die allerdings nicht erfolgte.

### Kriegsschäden und Wiederaufbau
ICOMOS befürwortete die Einschreibung als Weltkulturerbe aufgrund der Kriterien III und VI, zugleich auch die Aufnahme in die Liste des gefährdeten Welterbes. Die archäologischen Stätten seien nicht nur vom Bürgerkrieg betroffen, sondern auch durch Urbanisierung und Landspekulation bedroht. In einer Pufferzone sollte Land in Staatsbesitz nicht bebaut werden und für Neubauten in Nachbarschaft der Welterbestätten eine Maximalhöhe von drei Stockwerken gelten. Diese Maßnahmen sollten gewährleisten, dass die moderne Stadt Sour (Tyros) „mehr als nur eine Erinnerung an das antike Tyros bewahrt“. Das UNESCO-Komitee folgte aber der Empfehlung, Tyros auf die "Rote Liste" zu setzen, nicht. Der Bürgerkrieg ging über diese Planungen hinweg. Die Regierung des Libanon hatte über Teile des Areals faktisch keine Kontrolle.
Nach dem Ende des Bürgerkrieges versuchte eine internationale Initiative in den Jahren 1996 bis 1999, das Weltkulturerbe Tyros zu sichern, der Plan notwendiger Maßnahmen von 1998 wurde jedoch nicht umgesetzt. Der Ausbau der modernen Infrastruktur stellte eine potentielle Gefährdung des Welterbes dar:
- Planung einer Autobahntrasse, die das moderne Tyros mit der Hauptstadt Beirut verbinden sollte;
- Planungen, den Norden der Halbinsel (Fischereihafen) zu einem kommerziellen Hafen auszubauen;
- Teilweise unkontrolliertes Stadtwachstum.

Die Ausgrabungsflächen mit vorwiegend römischen Ruinen waren noch 2012 von den Schäden des Bürgerkriegs gezeichnet. Mosaiken und Mauerzüge waren seit ihrer Freilegung der Witterung ausgesetzt. Für die Pflege der Flächen fehlten die Mittel, etwa um Büsche zurückzuschneiden und illegal deponierten Müll zu entfernen. Besonders problematisch war der Bereich um die sogenannte „Kreuzfahrerbasilika“. Abseits gelegen und nachts kaum erleuchtet, bestand hier zusätzlich ein Sicherheitsproblem.

### Neudefinition des Welterbe-Areals 2010
Das als Weltkulturerbe ausgewiesene Gelände wurde erst 2010 genau bestimmt. 148,2 Hektar der archäologischen Zonen wurden ergänzt durch 5,6 Hektar Gartenland. Die archäologischen Zonen befinden sich an drei verschiedenen Stellen im Stadtgebiet des modernen Tyros:
- Der größte Teil besteht aus Ausgrabungsstätten, einem Wohngebiet sowie den Straßenzügen, mit denen sie verbunden sind, von West nach Ost: die Südhälfte der einstigen Insel, heute Halbinsel, durch einen hellenistischen Damm[8] (Hyram-Straße) verbunden mit dem Festland (Areal des Hippodroms und der Nekropole im Stadtteil El-Buss) und weiter entlang der Straße Richtung Südost ein Wohngebiet im Stadtteil Maachouq (Gebiet des Tell Mashuk).
- Ein kleines unbebautes Areal (Tell Chawakir) südwestlich der Lebanese University.
- Das südlich von Tyros an der Küste gelegene palästinensische Flüchtlingslager Ar-Raschidiya (Tell Rachidiye).

Im Bereich von Tell Mashuk, Tell Chawakir und Tell Rachidiye werden Hafenanlagen der Bronze- und Eisenzeit vermutet. Die projektierte Autobahntrasse müsste, um den Tell Mashuk zu schützen, an dieser Stelle entweder als Brücke oder als Tunnel gebaut werden.
Die staatliche Seite stimmte den so definierten 153,8 Hektar Welterbe-Gelände allerdings nicht zu. Hauptargument hierbei ist, dass die Regierung in den palästinensischen Flüchtlingslagern keine staatliche Autorität ausübt. Nach Lesart der libanesischen Regierung sollte das Welterbe auf die vor dem Bürgerkrieg ausgegrabenen Areale mit vorwiegend römischen Artefakten beschränkt bleiben.

## Welterbe-Kriterien

### Kriterium III
Tyros war eine der wichtigsten phönizischen Städte und bedeutende Handelsmacht. Die archäologischen Stätten sind damit herausragende Zeugnisse einer nicht mehr existierenden Kultur.

### Kriterium VI
Tyros ist direkt verbunden mit bedeutenden Ereignissen der Weltgeschichte und der Entwicklung neuer Ideen und Techniken. Den Phöniziern wird zum Beispiel die Erfindung des Alphabets zugeschrieben. Als herausragende Kunstwerke wurden bei der Nominierung die antiken römischen Bauten hervorgehoben: Hippodrom, Triumphbogen und eine römisch-byzantinische Nekropole, die sich an der Stelle eines phönizischen Gräberfeldes befindet und somit Kontinuität und Wandel der Bestattungspraxis über einen langen Zeitraum verdeutlicht.

## Veränderungen von Insel und Küste

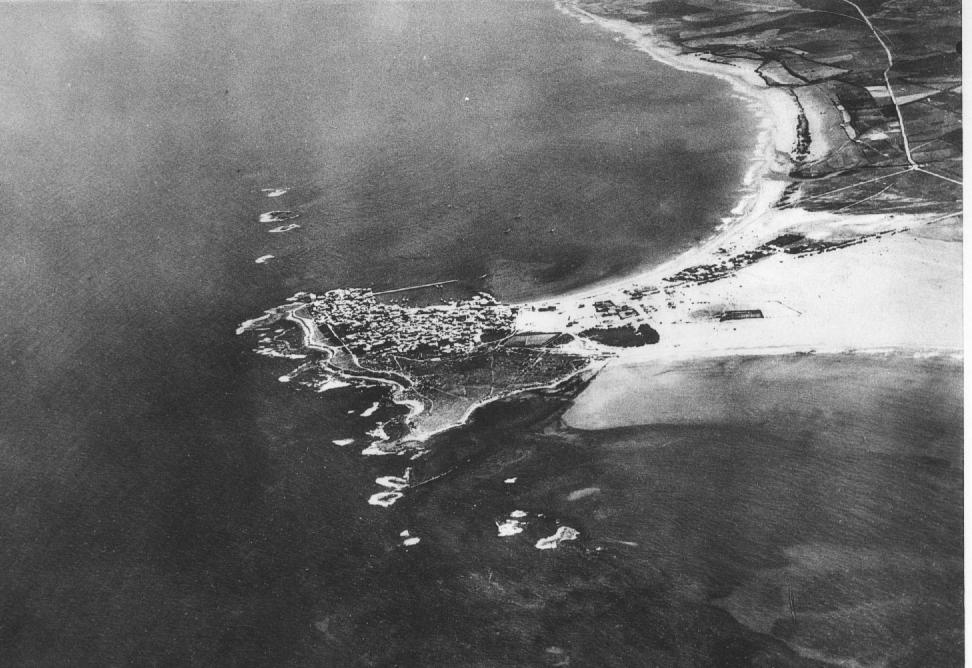
Halbinsel von Tyros, Luftaufnahme 1934

In den 2000er Jahren gelang es Fachleuten, die Veränderungen der Inselform und der Küstenlinie im Bereich von Tyros im Lauf der Jahrtausende besser zu verstehen, und dies führte 2011 zu einer Neubewertung der besonders schützenswerten Areale.
- Vor 8000 Jahren war der Küste eine in Nord-Süd-Richtung sich erstreckende, relativ schmale Insel vorgelagert.[13]
- Vor 6000 Jahren war diese Insel erheblich kleiner geworden. Gebiete im Norden und Süden lagen unter dem Meeresspiegel, die Hauptinsel war von kleinen Inseln im Norden und Süden flankiert.[13]
- Um 332 v. Chr. hat Alexander der Große einen Damm zwischen Festland und Insel errichten lassen, um die Stadt belagern zu können. Im Laufe der Jahrhunderte lagerten sich daran Sedimente ab. Aus der Insel war eine Halbinsel geworden.[13]
- Während die Halbinsel im Norden und Süden weiter erodierte, verbreiterte sie sich an der Sandbank, auch in Folge antiker Baumaßnahmen.[13]

### Römischer Badeort
„Im Lichte der neuesten Untersuchungen erscheint ein neues Bild der wichtigsten sichtbaren Ruinen der einstigen Insel. Sie sind die Überreste einer luxuriösen römischen Badekultur von monumentaler, sogar imperialer Größe. Die archäologischen Strata aus phönizischer Zeit, die sich darunter befinden, sind bis heute kaum erforscht worden.“

### Unterwasserarchäologie
Da sich die Küstenlinie in der Gegend von Tyros seit der Antike erheblich verändert hat, befinden sich archäologisch interessante Zonen etwa drei Meter unter dem Meeresspiegel. Das betrifft unter anderem den Bereich vor der Südwestspitze der Halbinsel (versunkenes südliches Hafenbecken), die als Weltkulturerbe ausgewiesen wurde.

## Integrität und Authentizität
Die Integrität der Welterbestätte ist eingeschränkt. Die Reste des Aquädukts befinden sich außerhalb der definierten Schutzzone, ebenso Teile der antiken Nekropole, die noch nicht archäologisch untersucht werden konnten. Eine komplette archäologische Prospektion des antiken Tyros wurde bis jetzt nicht vorgenommen. Als Folge des Bürgerkrieges rückte die Wohnbebauung, auch mit Hochhäusern, bis nahe an die Welterbestätte heran.
Die unter Schutz gestellten Ausgrabungen, vor allem aus römischer Zeit, sind gefährdet durch (kriegsbedingt) fehlende Instandhaltung und die sich entwickelnde moderne Infrastruktur in ihrer Nachbarschaft.

## Schutz und Management der Welterbestätte
Die Ruinen stehen unter Schutz nach dem Altertümergesetz Nr. 166/1933 und dem Gesetz zum Schutz der Kulturgüter Nr. 37/2008. Die Erhaltung und das Management obliegt dem Generaldirektorat der Altertümer. Ein Konzept zur Instandsetzung war 2009 in Vorbereitung. Das von der Weltbank finanzierte Kulturerbe- und Stadtentwicklungsprojekt (CHUD) stellt Mittel dafür bereit.